# 亚历山大·亚历山德罗维奇·沃尔科夫 (1948年)
亚历山大·亚历山德罗维奇·沃尔科夫（俄语：Александр Александрович Волков，1948年5月27日—），苏联及俄罗斯宇航员，曾三次执行太空任务。他的儿子谢尔盖·沃尔科夫也是宇航员。

## 生平
1948年出生于乌克兰苏维埃社会主义共和国斯大林州（1961年改称顿涅茨克州）霍尔利夫卡。1970年毕业于哈尔科夫高等军事飞行员学校，留校任飞行员教练。1973年加入苏联共产党。1976年入选加加林宇航员培训中心第六组宇航员。1976年至1977年，和阿法纳西耶夫等在阿斯特拉罕州阿赫图宾斯克试飞员培训中心接受训练，之后留在中心担任试飞员。熟练掌握米格-23、米格-25、苏-17等战斗机的操作。累计飞行时长1550小时。
1981年，入选“暴风雪”计划宇航员（后计划终止）。1985年9月17日，他和指令长瓦休京、工程师格列奇科乘坐联盟T-14与礼炮7号空间站对接。他们原计划在礼炮7号上停留六个月，但由于瓦休京出现前列腺炎和发烧的症状，迫使他们在2个月后的11月21日紧急返回。
1986年11月29日，他被授予空军上校军衔。1988年11月26日，他作为指令长，和工程师克里卡廖夫以及法国宇航员让-卢·克雷蒂安乘坐联盟TM-7号飞船从拜科努尔起飞，前往和平号空间站执行任务。12月9日，他和让-卢·克雷蒂安完成了一次近6个小时的舱外活动。1989年4月27日，他和克里卡廖夫、波利亚科夫乘坐联盟TM-7号成功返回地球，完成了他的第二次太空之旅。
1991年10月2日，他作为指令长，与哈萨克斯坦宇航员奥巴基洛夫和奥地利工程师菲伯克乘坐联盟TM-13前往和平号空间站执行第10次远征任务。一周后，奥巴基洛夫、菲伯克和阿尔采巴尔斯基乘坐联盟TM-12返回地球，而沃尔科夫和克里卡廖夫一起留在和平号空间站工作。1991年12月26日，苏联解体，沃尔科夫和克里卡廖夫在外太空经历了这一切，成为了苏联的最后两名宇航员。1992年3月25日，他们乘坐联盟TM-13返回地球，国籍也从苏联变成了俄罗斯。
1998年退役。1999年6月，任俄罗斯联邦航天博物馆协会副主席。2006年至2008年，任谢列梅捷沃国际机场总经理顾问。2009年10月至2013年，任莫斯科州星城（封闭城市）行政首长。

## 统计
| # | 发射载具  | 发射时间（UTC） | 对接空间站    | 着陆载具  | 着陆时间（UTC） | 时长总计              | 舱外活动次数 | 舱外活动时长 |
| - | --------- | --------------- | ------------- | --------- | --------------- | --------------------- | ------------ | ------------ |
| 1 | 联盟T-14  | 1985年9月17日   | 礼炮7号空间站 | 联盟T-14  | 1985年11月21日  | 64天21小时52分钟08秒  | 0            | 0            |
| 2 | 联盟TM-7  | 1988年11月26日  | 和平号空间站  | 联盟TM-7  | 1989年4月27日   | 151天11小时08分钟24秒 | 1            | 5小时57分钟  |
| 3 | 联盟TM-13 | 1991年10月2日   | 和平号空间站  | 联盟TM-13 | 1992年3月25日   | 175天2小时51分钟44秒  | 1            | 4小时12分钟  |
|   |           |                 |               |           |                 | 391天11小时52分钟     | 2            | 10小时09分钟 |

舱外活动统计
| #      | 日期（UTC）   | 同伴              | 持续时长     |
| ------ | ------------- | ----------------- | ------------ |
| 1      | 1988年12月9日 | 让-卢·克雷蒂安    | 5小时57分钟  |
| 2      | 1992年2月20日 | 谢尔盖·克里卡廖夫 | 4小时12分钟  |
| 总时长 | 总时长        | 总时长            | 10小时09分钟 |

## 荣誉
- 蘇聯英雄（1985年12月20日）
- 列寧勳章（1985年12月20日）
- 十月革命勋章（1989年）
- 各民族人民友谊勋章（1992年3月25日）
- 二级祖国功勋奖章（1996年4月9日）
- 太空探索優異獎章（2011年4月12日）[9]
- 法国荣誉军团指挥官勋章（1989年）